# Gösta Wetterhall
Gösta Carl Fredrik Wetterhall, född 1 augusti 1904 i Skillingaryd, död 22 juni 1983 i Falun, var en svensk militär.
Gösta Wetterhall var son till överstelöjtnanten Carl Fredrik Wetterhall och Emy Karin Wallin. Han var bror till Hans Wetterhall.
Han avlade studentexamen i Jönköping 1923 och utbildade sig till arméofficer vid Norrbottens regemente. Han var kompanichef vid Krigsskolan 1938–1944 och därefter chef för Norrbottens regementes jägarbataljon i Kiruna april 1944–maj 1948.
Under andra världskriget var han frivillig i Vinterkriget och var chef för 16. jägarkompanieet i Svenska Frivilligkåren 1940 och ivrade senare för en svensk insats mot tyskarna i Narvik. Som chef för jägarbataljonen i Kiruna tillsammans med Stig Synnergren hade han ansvar för den svenska militärens samband med de norska jägarsoldaterna som vistades på baser vid den svensk-norska gränsen 1944–1945 under Operation Sepals.
Gösta Wetterhall var bataljonschef vid Dalregementet 1948–1955 och befälhavare för Falu försvarsområde 1955–1967. Han var aktiv idrottsman och -organisatör, särskilt inom skytte och skidlöpning.
Överste Wetterhalls väg i Falun är namngiven efter honom med hänvisning till hans medverkan i att anordna skid-VM i Falun 1954 och 1974 och hans initiativ till Svenska Skidspelen.

## Utmärkelser
- Riddare av Vasaorden, 1941[3]
- Kommendör av första klass av Svärdsorden, 11 november 1966.[4]